# Самарийтрисеребро
Самарийтрисеребро — бинарное неорганическое соединение, интерметаллид
серебра и самария
с формулой Ag3Sm,
кристаллы.

## Получение
- Сплавление стехиометрических количеств чистых веществ:

{\displaystyle {\mathsf {3Ag+Sm\ {\xrightarrow {935^{o}C}}\ Ag_{3}Sm}}}

## Физические свойства
Самарийтрисеребро образует кристаллы
гексагональной сингонии, пространственная группа P 6/m, параметры ячейки a = 1,2644 нм, c = 0,9229 нм
.
Соединение конгруэнтно плавится при температуре 935 °C
и имеет область гомогенности 21,5÷25,5 ат.% самария.
Соединению приписывают состав Ag51Sm14.
.